# Burmā
Burmā är en kommunhuvudort i Jordanien.   Den ligger i guvernementet Jerash, i den norra delen av landet, 30 km nordväst om huvudstaden Amman. Burmā ligger 571 meter över havet och antalet invånare är 4 735.
Terrängen runt Burmā är lite bergig, och sluttar söderut. Runt Burmā är det tätbefolkat, med 790 invånare per kvadratkilometer. Närmaste större samhälle är ‘Ajlūn, 13,0 km norr om Burmā. Trakten runt Burmā består till största delen av jordbruksmark.